# Viaggio nella vertigine
Viaggio nella vertigine (Within the Whirlwind) è un film del 2009 diretto da Marleen Gorris, tratto dall'autobiografia di Evgenija Ginzburg, Viaggio nella vertigine.

## Trama
Nella Russia stalinista una docente di letteratura, Evgenija Ginzburg, nel 1936 è accusata di attività antisovietica e inviata in un gulag in Siberia, dove resta 10 anni. Una intensa Emily Watson fa rivivere i crimini del comunismo sovietico.